# 聖公會中學（澳門）

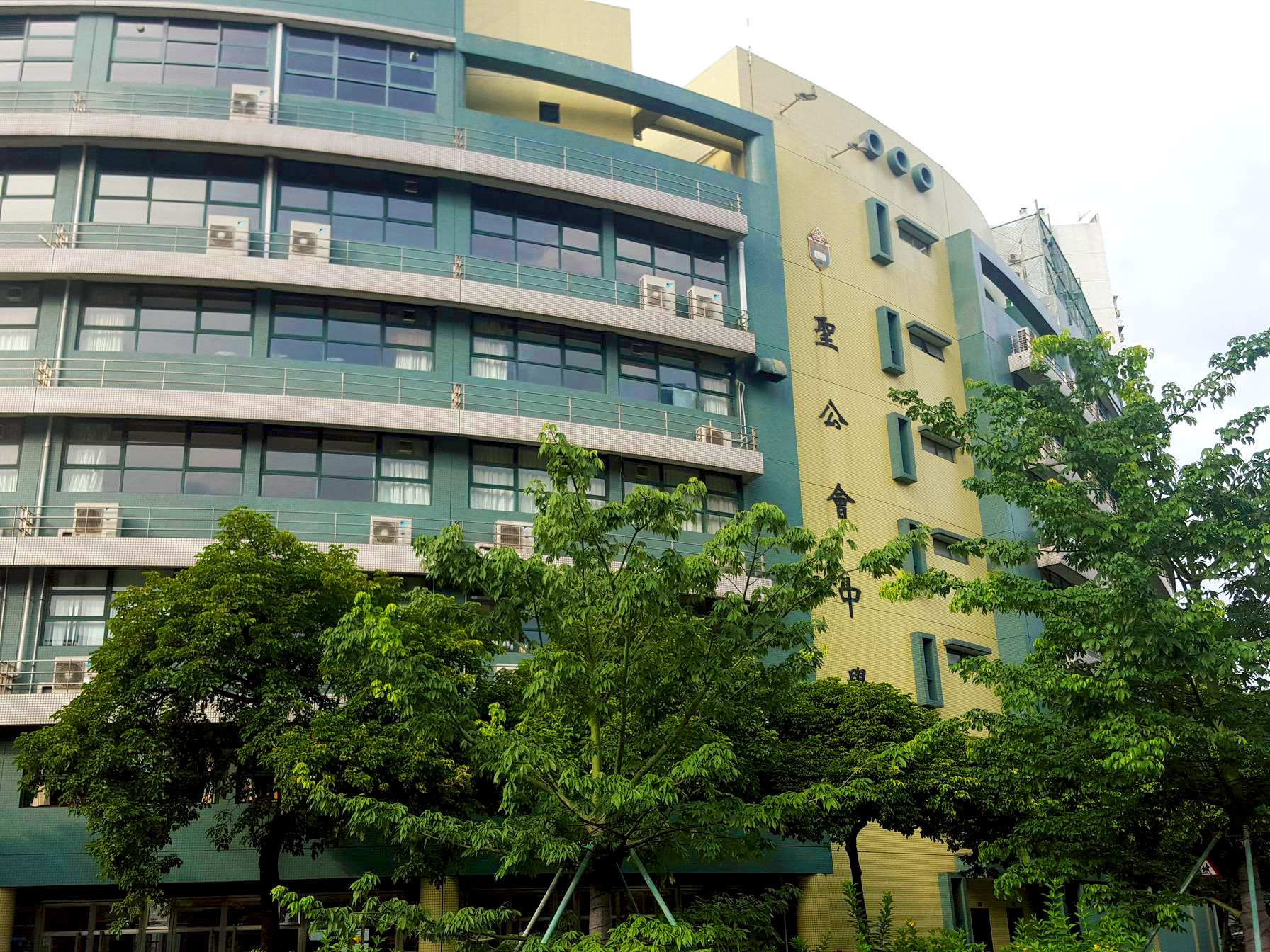
聖公會中學校舍

聖公會中學（澳門）（英語：或），是一所位於澳門氹仔徐日昇寅公馬路的私立國際學校。創於2002年，包括全日制幼稚園，小學，初中及高中部。為一所男女同校的基督教學校，以英文作為主要授課語言。聖公會中學已納入澳門政府校網，教学设备包括一個附有舞台的多功能禮堂、兩間音樂室、三間科學實驗室、三間電腦室、兩間圖書館和四間美術室。教師來自世界各地，學生通常學習多于三種語言。

## 歷史
聖公會中學於2002年開設私立學校。一開始共有145名學生，共5个班级。最初，學校只提供幼兒園和小學課程。2009年，学校開始提供中等教育課程。第一批中學学生於2014年毕业。

## 課程
聖公會中學設有幼稚園、小學部和中學部。
除了常規課程，學生可以選擇參加不同的國際考試。中學生在高一時進行IGCSE考試，高三則進行A-Level考試。
學生主要學習英文和中文。學校的平均班級規模是25名學生。
中小學生有中英數、電腦科、科學等必修课程。高中生虽在選擇學習的科目更加自由，但中文、英文、數學和體育仍然属于必修科目。

## 學校設施
- 地庫：停車場、音樂室、廚房
- 地下：會議室、辦公室、保健室、校長室及學校操場
- 一樓：幼稚園教室
- 二樓：小學教室、小學圖書館、音樂室及影印室
- 三樓：小學教室、禮堂、音樂室及會議室
- 四樓：小學教室、電腦室及健身房
- 五樓：初中教室、電腦室、美術室、科學實驗室及中學圖書館
- 六樓：高中教室及科學實驗室
- 七樓：天台操場

## 歷任校長
|   | 名稱                     | 中文譯名 | 開始擔任年份 | 最後擔任年份 |
| - | ------------------------ | -------- | ------------ | ------------ |
| 1 | David Brown              | 彭大衛   | 2002         | 2016         |
| 2 | Robert Richard Alexander | 區振邦   | 2016         |              |

## 外部連結
- 官方网站